# Connie Converse
Connie Converse, née Elizabeth Eaton Converse le 3 août 1924 à Laconia (New Hampshire) et disparue en août 1974, est une auteure-compositrice-interprète américaine de musique folk. Elle était active à New York City pendant les années 1950. 
Elle est considérée comme l'une des premières autrice-compositrice-interprète moderne et comme une référence dans le domaine de la musique folk. Converse a quitté la maison de sa famille en 1974 pour changer de vie et a disparu sans laisser de traces. Sa musique était inconnue de la plupart jusqu’à ce qu'elle soit diffusée dans une émission de radio en 2004. En Mars 2009, une compilation de ses œuvres, How Sad, How Lovely, a été publiée. Elle est comparée à Vashti Bunyan — dont l'histoire personnelle est quelque peu semblable — ou encore à Molly Drake.

## Biographie
Née à Laconia (New Hampshire) en août 1924, Connie Converse vient d'une famille baptiste. À l'adolescence, elle est la Valedictorian (meilleure élève) de sa classe au lycée et obtient une bourse d'études pour le Mount Holyoke College. Elle passe deux ans à l'université avant de tout laisser tomber pour partir pour New York. Elle achète sa première guitare en 1949 et change son nom d'Elizabeth en Connie. Au bout de quelques années, elle est publiée pour la première fois en tant qu'autrice, avec un article sur les relations américaines dans le Pacifique pour The Far Eastern Survey. Autodidacte, elle écrit aussi ses premières chansons qu'elle enregistre sur une Crestwood 404 dans son appartement de Greenwich Village.
En 1954, elle devient l'hôte du salon musical de Gene Deitch à Hastings-on-Hudson (État de New York) qui enregistre certaines de ses interprétations live. Peu après, elle est invitée dans le Morning Show de Walter Cronkite pour y jouer ses chansons puis enregistre son premier disque intitulé Musicks (Volumes I and II). Malgré ça, elle ne se produit jamais dans des clubs ou des salles de concert.
En janvier 1961, ne trouvant pas son public, Connie Converse quitte New York pour Ann Arbor (Michigan) où son frère Philip est professeur à l'Université du Michigan. Là, elle obtient un poste de secrétaire et devient la directrice de publication du Journal for Conflict Resolution mais le journal déménage à l'Université Yale en 1972.
En 1973, alors qu'elle est dépressive et alcoolique, ses amis se cotisent pour lui payer un voyage de six mois en Angleterre. Un an plus tard, en août 1974, une semaine après son cinquantième anniversaire, elle envoie une série de lettres à ses proches pour leur annoncer qu'elle souhaite changer de vie avant de mettre ses affaires dans sa Volkswagen Coccinelle et de disparaître. Sa famille pense qu'elle s'est peut-être suicidée en jetant sa voiture dans un lac. Son mot d'adieu contenait ces deux phrases : « Let me be if I can. Let me not be if I can’t. ».
Toutes ses possessions sont conservées par son frère, dont des pistes inédites.

## Œuvre musicale
Très douée avec la guitare acoustique, Connie Converse développe une compréhension aiguë de l'accord complexe entre la voix et l'harmonie vocalique. Ses enregistrement sont étrangement réservés et brutalement intimes. Ses chansons évoquent la solitude, la promiscuité ou encore les querelles amoureuses, des textes considérés comme modernes pour l'époque. Pour Gene Deitch, ses chansons « étaient à propos d'elle-même. […] qu'importe ce qu'elle chantait, tout avait à voir avec la frustration sexuelle et la solitude. ». Pour Grace Yannotta, ses textes sur ce qu'est et ce que devrait être la féminité restent encore d'actualité.
En 2004, invité à une émission de radio à New York, Deitch y présente une chanson de Connie Converse, One by One. Deux auditeurs de l'émission, Dan Dzuda et David Herman, entreprennent alors de faire publier ces enregistrements. How Sad, How Lovely, une compilation de dix-sept de ses œuvres enregistrées dans les années 1950-1960 sort en 2009 sous le label Squirrel Thing Records. Avant cette publication, aucun enregistrement commercial n'avait été fait de ses chansons. L'album est réédité sous forme de vinyle de dix-huit chansons en 2015.
En 2017, un album de reprises de ses chansons sort sous le label Tzadik Records, reprises interprète pr des artistes tels que Karen O, Mike Patton, Big Thief, Jeff Tweedy, Sam Amidon ou encore Laurie Anderson et Martha Wainwright. Un EP, The Sad Lady, contenant des chansons inédites enregistrées entre 1954 et 1956 est publié en juin 2020.
En un temps où chanson politique et chanson traditionnelle étaient les genres dominants, Connie Converse fait figure de pionnière en écrivant et interprétant des chansons à caractère intimiste.

## Hommages
Dans les années 2010, Howard Fishman publie une pièce de théâtre basée sur sa vie intitulée A Star Has Burnt My Eye. La pièce est jouée au Public Theater à New York ainsi qu'à la Brooklyn Academy of Music en 2013.
En 2014, le Festival de music et de cinéma Sensoria à Sheffield organise une nuit hommage à Connie Converse avec la diffusion d'un documentaire de 40 minutes intitulé We Lived Alone: The Connie Converse Story réalisé par Andrea Kannes sur la chanteuse.
La compositrice-interprète new-yorkaise Frankie Cosmos la cite comme l'une de ses influences musicales.

## Discographie
- 2009 : How Sad, How Lovely
- 2020 : The Sad Lady